# Järnvägslinjen Kilafors–Söderhamn
Järnvägslinjen Kilafors–Söderhamn är en tvärbana som ansluter Norra stambanan vid Kilafors med Ostkustbanan vid Söderhamn. Längd 31 km.

## Söderhamns Järnväg
Huvudartikel: Söderhamns Järnväg.
År 1858 påbörjades byggandet av den enskilda Söderhamns Järnväg med sträckningen Söderhamn–Bergvik, isolerad och med spårvidden 1217 mm. Man kunde resa vidare till Bollnäs via en ångbåtsförbindelse på sjön Bergviken från Bergvik till Landafors, där en hästbana, Landabanan, anslöt. Denna bana passerade sträckan förbi Landaforsen. Den sista etappen till Bollnäs skedde med ångbåt på Ljusnan och över sjön Varpen. År 1878 blev Norra stambanan klar Stockholm–Bollnäs med ett 1 km långt sidospår från Kilafors till Kilafors nedre vid sjön Bergviken.
Ångbåtsförbindelsen på sjön Bergviken ändrades 1879 så den gick mellan Kilafors nedre och Bergvik, där man kunde resa vidare med järnvägen till Söderhamn. Detta blev ett alternativ till ångbåten Stockholm-Söderhamn. Trafiken på hästbanan och ångbåtsförbindelsen till Bollnäs lades ned.

## Statsbanan Kilafors-Söderhamn-Stugsund
I juni 1883 inleddes byggandet av sträckan Kilafors – Bergvik under ledning av kaptenen vid Väg- och vattenbyggnadskåren Herman Emanuel Lundborg. Söderhamns Järnväg inköptes av svenska staten den 1 november 1885 och därefter inleddes snabbt ombyggnaden till normalspår. Redan den 15 december samma år öppnades allmän trafik på sträckan Kilafors–Bergvik och den 17 maj 1886 startade trafik på hela sträckan från Kilafors via Söderhamn till stadens huvudhamn vid Stugsund. Den gamla stationsbyggnaden i Söderhamn ersattes samtidigt av en ny, ritad av Adolf W. Edelsvärd och belägen söder om Söderhamnsån. I december samma år tillkom Söderhamns västra station, vilken var belägen en kilometer väster om huvudstationen. Söderhamns stad byggde en 3,2 kilometer lång järnväg från Söderhamns västra till Granskär vid Flaket som öppnades den 31 december 1900. Denna bana sträckte sig norr om centrala staden till det område där Söderhamns Verkstäder och Marmabolagets brädgård var belägna.
År 1926 blev Ostkustbanan klar på sträckan Söderhamn–Gävle och 1927 norrut till Hudiksvall vilket gjorde sträckningen Kilafors–Söderhamn mindre viktig. Den 23 mars 1953 var elektrifieringen av hela sträckan Kilafors–Söderhamn–Stugsund klar, men den 1 januari 1971 lades persontrafiken ned på sträckan Kilafors–Söderhamn. Den 9 juni 1997 anslöts banan till Ostkustbanans nya sträckning genom västra delen av Söderhamn med en ny järnvägsstation i området Blötängarna. Samtidigt bröts förbindelsen österut mot 1886 års järnvägsstation, vilken delvis gick på en över 250 meter lång järnvägsviadukt i stålkonstruktion. Denna sträcka, i likhet med dess fortsättning till Stugsund upphörde därigenom helt att användas.
Godstrafiken mellan Marmaverken och Kilafors upphörde 2002 efter att sträckan Edsbyn-Furudal på järnvägen Bollnäs-Orsa stängdes av. Godstrafik mellan Söderhamn och Marmaverken fortsatte.

## Den upprustade banan Kilafors–Söderhamn
Efter öppnandet av Botniabanan och upprustningen av Ådalsbanan behöver godståg gå mellan Norra stambanan och Ostkustbanan via järnvägen Kilafors–Söderhamn eftersom den i huvudsak enkelspåriga Ostkustbanan mellan Söderhamn och Gävle även är hårt trafikerad av regionaltåg och snabba persontåg. Banan stängdes för ombyggnad 2010 mellan Kilafors-Marmaverken, vilket blev klart 2016. Ett nytt mötesspår byggdes vid Mobodarne.
Sträckan Marmaverken–Söderhamn påbörjades våren 2017 och blev klar i december 2018. Det byggdes en ny spåranslutning norrut till Ostkustbanan via ett triangelspår vid Gunnarbo utanför Söderhamn. Budgeten för hela projektet var på 750 miljoner kronor.
Efter återöppnandet förekommer även persontåg på banan, men det finns inga stationer med plattformar längs sträckan. Det är i första hand nattåg Göteborg–Jämtland och Göteborg–Umeå som går denna sträcka. Tåg till/från Sundsvall passerar normalt inte Söderhamns station utan använder ovannämnda triangelspår.

## Galleri

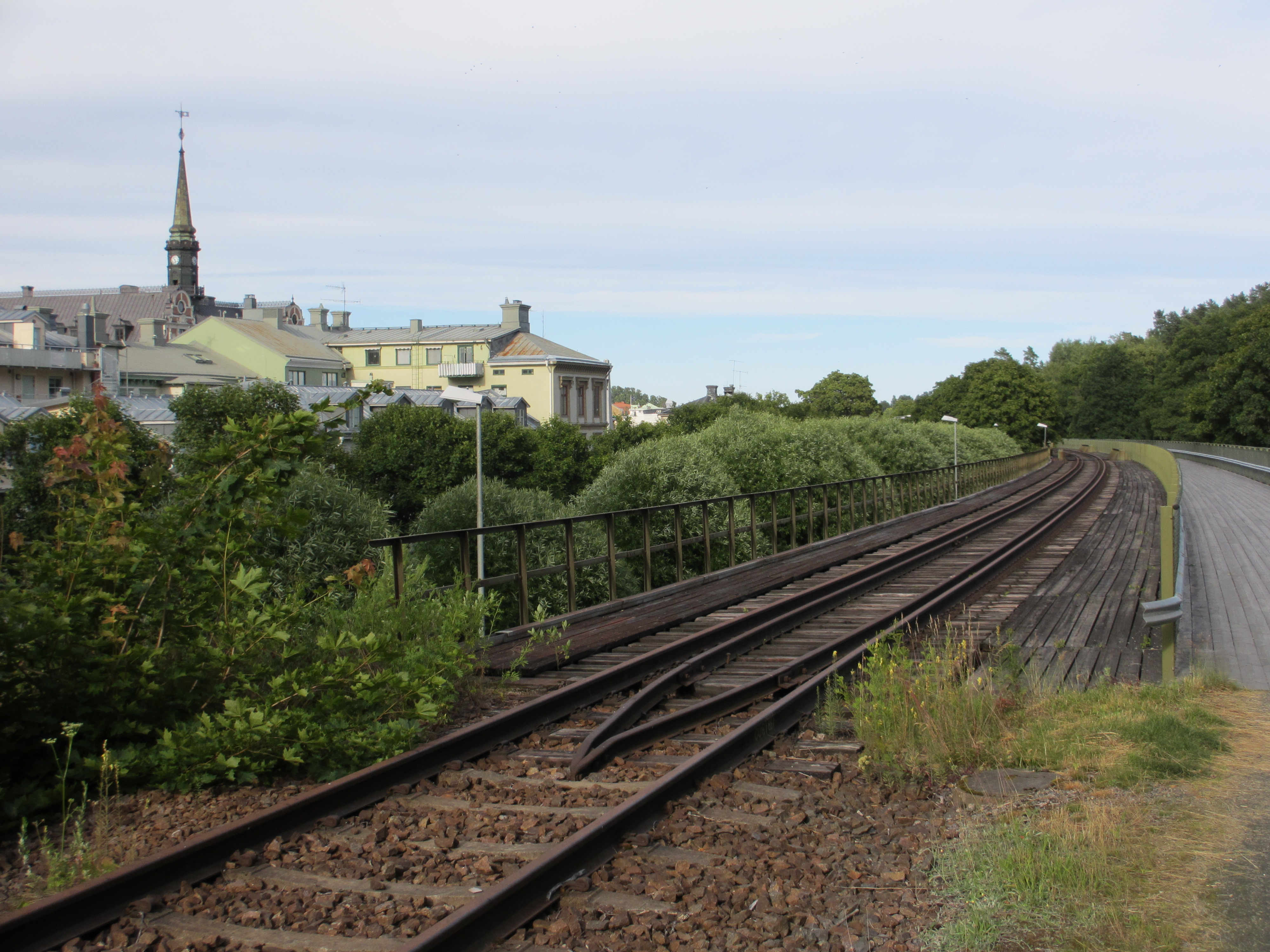
Den gamla infarten från väster mot Söderhamn C, numera helt nedlagd och avelektrifierad.
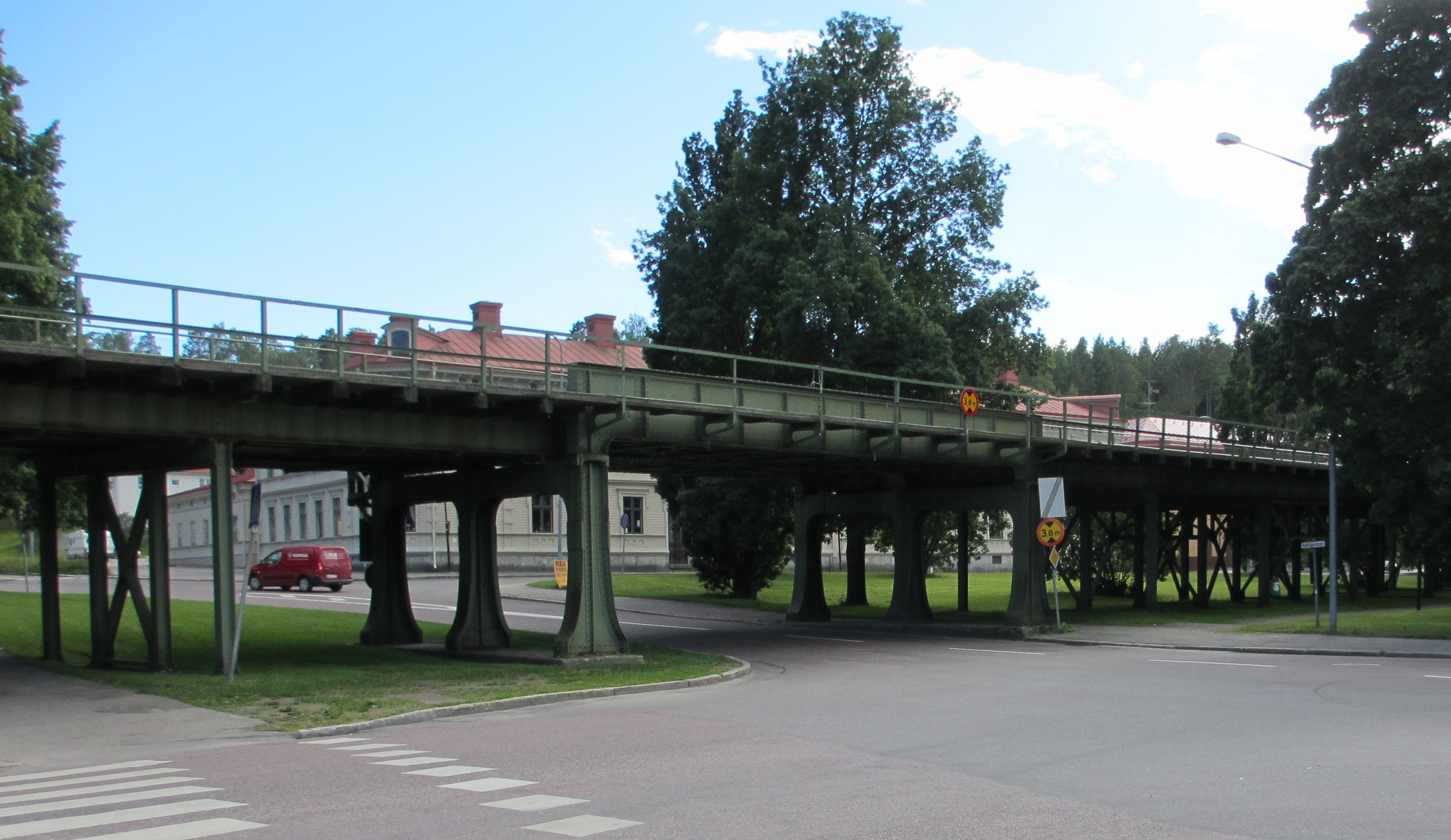
En del av den tidigare järnvägsviadukten.
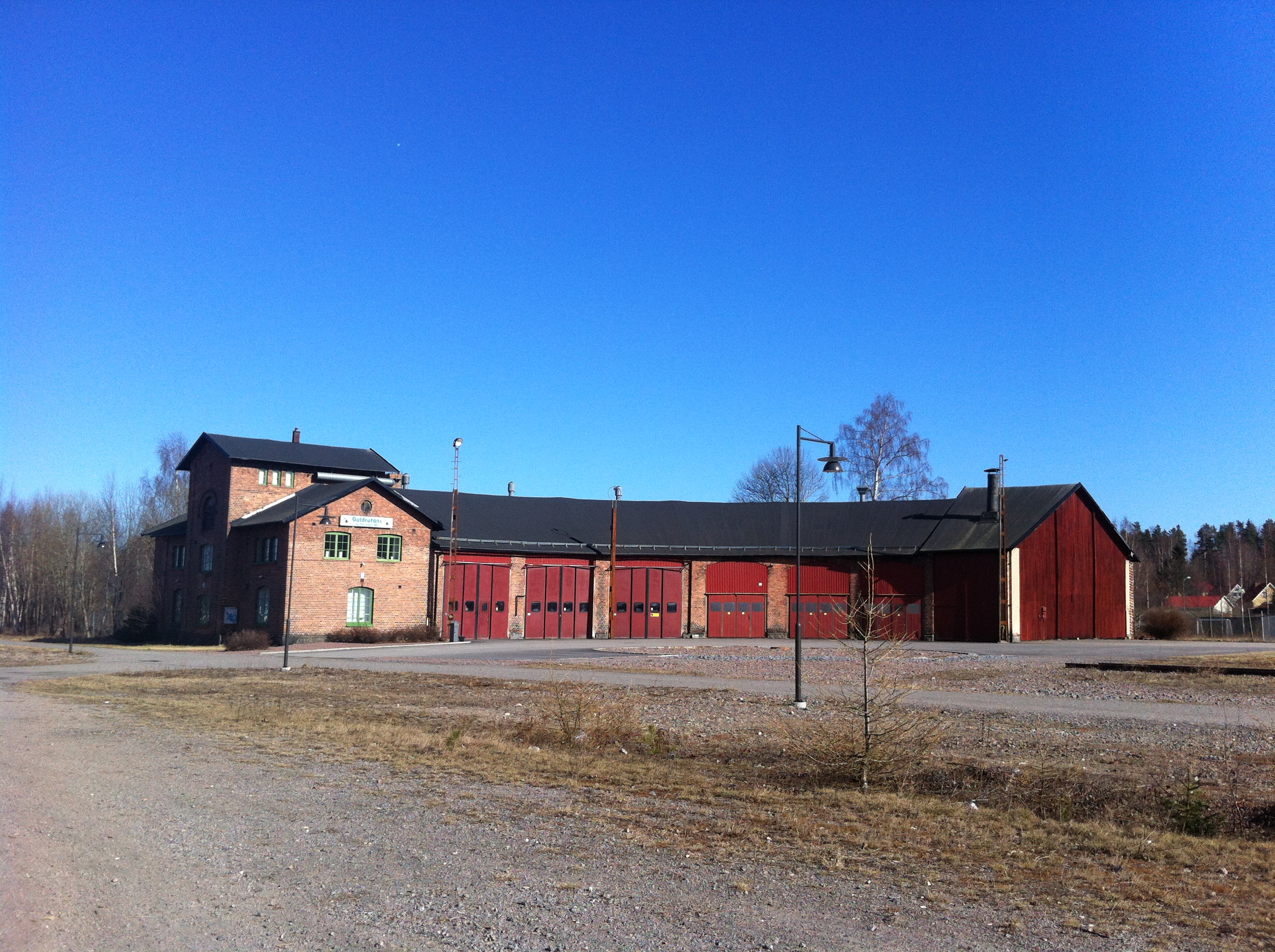
F.d. lokstall i Söderhamn.
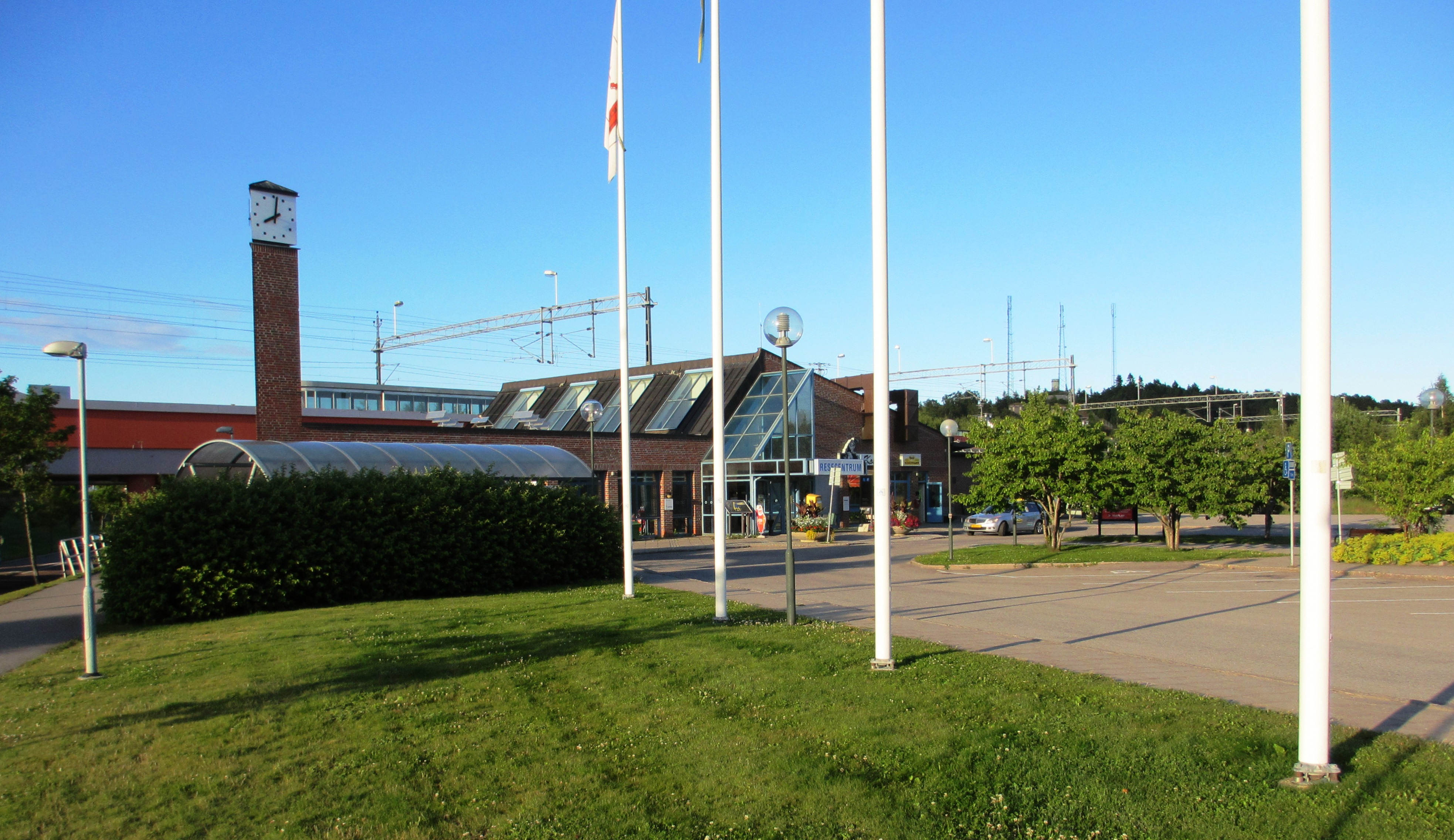
Söderhamns nuvarande järnvägsstation.

## Källhänvisningar
1. 1 2 3  Historiskt om Svenska Järnvägar, Statsbanan Kilafors - Söderhamn - Stugsund
2. 1 2 3 4  Trafikverket: Söderhamn-Kilafors
3. ↑  Ingemar Stark: När järnvägen kom till Söderhamn. Ett hundraårsminne, utgiven av Kungl. Järnvägsstyrelsen och Söderhamns stad (1961), sid. 30f.
4. ↑  Erik Severin: Söderhamn-Bollnäs på sju timmar. Ett 100-årsminne, särtryck ur Söderhamns-Kuriren, 1961, sid. 12.
5. ↑  Carl Olofsson: Sveriges Järnvägar (1921, faksimilupplaga utgiven av Museiföreningen Östra Skånes Järnvägar 1978), sid. 169.
6. ↑  ”Statens järnvägar 1856-1906”. Järnvägsstyrelsen. sid. 92. http://books.google.com/books?id=1_pKAAAAYAAJ&printsec=frontcover#v=snippet&q=S%C3%B6derhamn&f=false. Läst 9 oktober 2012.
7. ↑  Carl Olofsson, a.a., sid. 241.
8. ↑  ”Statsbanan Kilafors-Stugsund”. Nordisk familjebok. 1917. sid. 1075. https://runeberg.org/nfcf/0580.html. Läst 9 oktober 2012.
9. ↑  Järnvägsdata 1999, utgiven av Svenska Järnvägsklubben 1999, ISBN 91-85098-85-X, sid. 57
10. ↑  ”Bergvik”. Postvagnen. 22 juli 2010. Arkiverad från originalet den 8 september 2012. http://archive.today/2012.09.08-001420/http://www.postvagnen.com/forum/index.php?mode=thread&id=320371%23p320371.